# Uster
Uster je město v kantonu Curych ve Švýcarsku. Žije zde přibližně 37 tisíc obyvatel.

## Geografie
Město Uster se nachází v Curyšské vysočině a se svou rozlohou 28,56 km² je největší obcí okresu Uster a osmou největší obcí kantonu Curych. Obec leží východně od jezera Greifensee, 13 km východně od Curychu.
Většinu území Usteru pokrývá obdělávaná půda, která tvoří 44,5 % území obce. 27 % plochy pokrývají lesy, 18,4 % zastavěné plochy, 7,8 % dopravní plochy a 0,4 % vodní plochy.
Sousedními obcemi jsou na severu Volketswil a Fehraltorf, na východě Pfäffikon a Seegräben, na jihu Gossau a Mönchaltorf a na severozápadě obec Greifensee.

## Historie

Letecký pohled (1971)

V katastru Usteru, u Riedikonu, byly nalezeny četné stopy po pobřežních sídlištích neolitické pfynské kultury. Několik mohyl svědčí o osídlení z doby bronzové. V Nänikonu, Riedikonu a Oberusterwaldu se nacházela sídla z doby římské. Alamanské sídelní centrum se rozvinulo v raném středověku na březích řeky Aabach v dnešním Oberusteru (v oblasti „ostrova“). Kdysi zde procházely římské cesty z Glatttalu do Oberlandu (podél Aabachu) a z Winterthuru k Curyšskému jezeru.
Kolem roku 741 vlastnil klášter St. Gallen majetek v Riedikonu. Osada Uster je poprvé zmiňována v listinách ze St. Gallenu v roce 775 jako Ustra villa, pozdější zápisy zní Ustramarcha (902), Ustera (952), Ustire (1217/8), Uster (1219), Ustere (1244), Ostrum (1263), Ustir (1268), Ostra (1363), Ustrach (1426). Původ pístního jména je nejasný. V 19. století bylo vysloveno podezření na předgermánský původ a pozdně doložený zápis na -ach byl vykládán jako lidová etymologie.
První mlýn stál na ostrově, který dosud ohraničuje z jedné strany potok Aabach a z druhé umělý kanál (dnes silnice). Později byl přemístěn o něco jižněji a na druhou stranu kanálu, kde stojí dosud. Mlýn v Niederusteru existuje již od 14. století (zmiňován již v roce 1350). Farní kostel svatého Andrease, darovaný obyvateli Rapperswilu, je poprvé zmiňován v roce 1099 (zbořen v roce 1823). Podle Bucelina (1662) se páni z Usteru, kteří patřili k rodu Rapperswilerských, hlásili k původu švábských Guelfů. Po roce 1369 připadla farnost Landenbergům a v roce 1438 klášteru Rüti.
Kolem roku 1100 postavili páni z Winterthuru uprostřed území hrabat z Rapperswilu hrad Uster, který dnes stojí jako dominanta nad městem. Kolem roku 1267 hrad vlastnili baroni z Bonstettenu. Ve vrcholném středověku patřil Uster k panství Greifensee, Wermatswil a části Freudwilu ke Kyburgu, Sulzbach a Riedikon ke Grüningenu a velké části pozemků kolem Oberusteru k opatství Rüti. Samotné centrum vesnice však patřilo z větší části svobodným sedlákům, což bylo v té době neobvyklé. V roce 1473 vznikla v místní farnosti ročenka, která patří k nejlépe dochovaným v kantonu. Protože pozemky a hrad patřily různým pánům, nevzniklo v Usteru žádné skutečné staré městské centrum. Na konci středověku se v oblasti dnešní Zentralstrasse pod hradním kopcem usadili řemeslníci.

Zámek Uster se zeleninovými zahradami (1919)

Do roku 1544 patřilo k farnosti Uster také Greifensee, do roku 1638 Volketswil, Hegnau, Zimikon, Kindhausen a Isikon, do roku 1767 Gutenswil a do roku 1770 Heusberg. Samotná osada Uster se nazývala také Kirch-Uster, aby se odlišila od osad Ober-Uster a Unter-Uster. Protože byl farní kostel zasvěcen svatému Ondřeji, konal se na den svatého Ondřeje (30. listopadu) každoročně velký jarmark.
Zámek Uster, který v roce 1492 vyhořel, byl po roce 1526 obnoven. Páni z Bonstettenu opustili vesnici v roce 1535. Pán Hans Vogler prodal v roce 1544 dolní příslušnost městu Curych. Od roku 1560 patřil hrad baronům z Hohensaxu, jejichž rod vymřel smrtí Christopha Friedricha von Hohensax v roce 1633. Po zrušení kláštera Rüti v roce 1525 připadla jeho práva městu Curych. V roce 1668 padla třetina obyvatel farnosti za oběť epidemii.
V 18. století se v horním Glattalu silně rozvinula domácí řemesla, kromě toho se v Usteru vyráběla třešňovice, kolem roku 1800 byla asi polovina obyvatel zaměstnána v bavlnářském průmyslu.
Uster se stal hlavním městem okresu v roce 1798 v rámci Helvétské republiky. Tento status si udržel i podle zprostředkovatelské ústavy kantonu Curych z roku 1803 a podle liberální kantonální ústavy z roku 1831 a zůstal jím dosud.
Na počátku 19. století nabývala obec na významu v důsledku rostoucí industrializace a spolu s Curyšskou vysočinou patřila k nejhustěji industrializovaným oblastem v Evropě. Historii přádelny bavlny a průmyslové revoluce v Usteru a na Curyšské vysočině si dnes lze znovu připomenout na průmyslové stezce se 49 objekty mezi Usterem a Baumou.
Starý farní kostel byl v roce 1823 zbořen a nahrazen monumentální novostavbou v klasicistním stylu.
Dne 22. listopadu 1830 požadovalo 10 000 venkovských obyvatel více demokratických práv, odstoupení staré moci a vypracování nové ústavy. To byl první krok k vytvoření moderního kantonu Curych. V roce 1831 byla v důsledku tohoto takzvaného Usterského dne v kantonu Curych zavedena nová liberální kantonální ústava založená na svrchovanosti lidu, dělbě moci a rovných právech venkovských obyvatel, jakož i na svobodě tisku a obchodu.

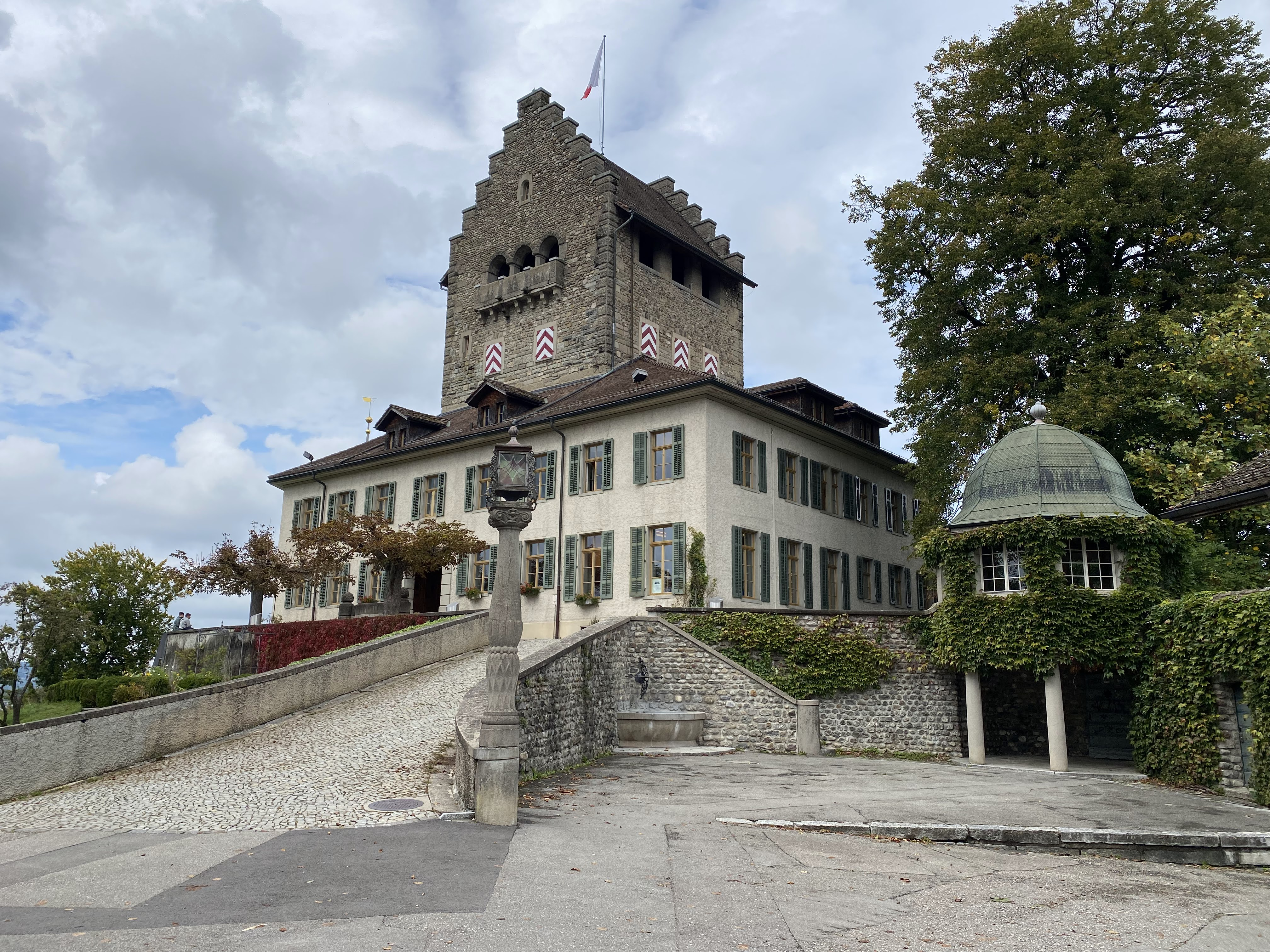
Zámek Uster

V roce 1832 se Uster dostal na titulní stránky novin, když 22. listopadu domácí tkalci, zklamaní tím, že vláda nedodržela své sliby, ze strachu o svá pracovní místa zapálili továrnu Corrodi & Pfister, která byla vybavena prvními mechanickými tkalcovskými stavy. Přibližně padesát osob, které se na tomto činu podílely, bylo odsouzeno k trestům odnětí svobody v délce až 24 let. Tato událost později vešla do dějin jako „vypálení Usteru“ nebo „požár Usteru“. Jedná se o nejznámější příklad dělnických nepokojů ve Švýcarsku.
V roce 1856 byla otevřena železniční trať Wallisellen–Uster tehdejší Glatthalské železniční společnosti. Nádraží ve městě Uster je jedním z nejstarších nádraží ve Švýcarsku.

## Obyvatelstvo
| Vývoj počtu obyvatel | Vývoj počtu obyvatel | Vývoj počtu obyvatel | Vývoj počtu obyvatel | Vývoj počtu obyvatel | Vývoj počtu obyvatel | Vývoj počtu obyvatel | Vývoj počtu obyvatel | Vývoj počtu obyvatel | Vývoj počtu obyvatel | Vývoj počtu obyvatel | Vývoj počtu obyvatel | Vývoj počtu obyvatel | Vývoj počtu obyvatel | Vývoj počtu obyvatel | Vývoj počtu obyvatel |
| -------------------- | -------------------- | -------------------- | -------------------- | -------------------- | -------------------- | -------------------- | -------------------- | -------------------- | -------------------- | -------------------- | -------------------- | -------------------- | -------------------- | -------------------- | -------------------- |
| Rok                  | 1634                 | 1722                 | 1850                 | 1900                 | 1930                 | 1950                 | 1960                 | 1970                 | 1980                 | 1990                 | 2000                 | 2010                 | 2015                 | 2020                 |                      |
| Počet obyvatel       | 972                  | 2191                 | 5081                 | 7623                 | 9660                 | 12 350               | 17 252               | 21 819               | 23 297               | 24 773               | 27 762               | 32 285               | 33 853               | 35 295               |                      |

Uster je po Curychu a Winterthuru třetím největším městem kantonu Curych (podle počtu obyvatel).
Podíl cizinců (obyvatel s trvalým pobytem bez švýcarského občanství) činil v roce 2024 25,0 % (9126 osob).

### Náboženství
Uster se nachází v převážně reformovaném kantonu Curych (24,5 % oproti 22,9 % římskokatolického obyvatelstva), čemuž odpovídá také zastoupení těchto církví v populaci města. V roce 2022 se k evangelické reformované církvi hlásilo 27,6 % obyvatel, k římskokatolické 24,0 % a 48,4 % obyvatel mělo jinou nebo žádnou konfesní příslušnost.

## Hospodářství
Centrální poloha a dobré dopravní spojení vyvolaly od roku 1990 stavební boom a růst cen nemovitostí. Ve městě sídlí 1 350 podniků, z nichž většina působí v oblasti služeb, a poskytuje přibližně 13 000 pracovních míst. V Usteru sídlí společnosti jako Uster Technologies (výrobce elektronických měřicích a testovacích systémů pro textilní průmysl), Distrelec (významný distributor elektroniky, automatizace a IT), BSU-Bank (regionální banka), Zellweger Luwa (výrobce ventilátorů a klimatizačních systémů) a Implant Design (výrobce protéz).

### Automobilový průmysl
Na konci 19. a na samém počátku 20. století se Uster stal mezinárodně proslulým také díky dvěma švýcarským automobilkám. Společnost Weber & Cie. vyráběla od roku 1899 nejprve tříkolky a o rok později čtyřkolové automobily. V roce 1906 musela výrobu ukončit.
Hodinář Martin Fischer a jeho společník Paul Vorbrodt založili v roce 1904 v Usteru společnost Turicum AG. V roce 1913 měla společnost asi 140 zaměstnanců a vozidla se vyvážela do celého světa. Výroba musela být ukončena v roce 1914 poté, co bylo vyrobeno přibližně 1000 vozidel. Autobusová zastávka Turicum v Usteru připomíná podnik do současnosti.
Vozidla obou společností jsou k vidění ve švýcarském Muzeu dopravy v Lucernu.

## Doprava

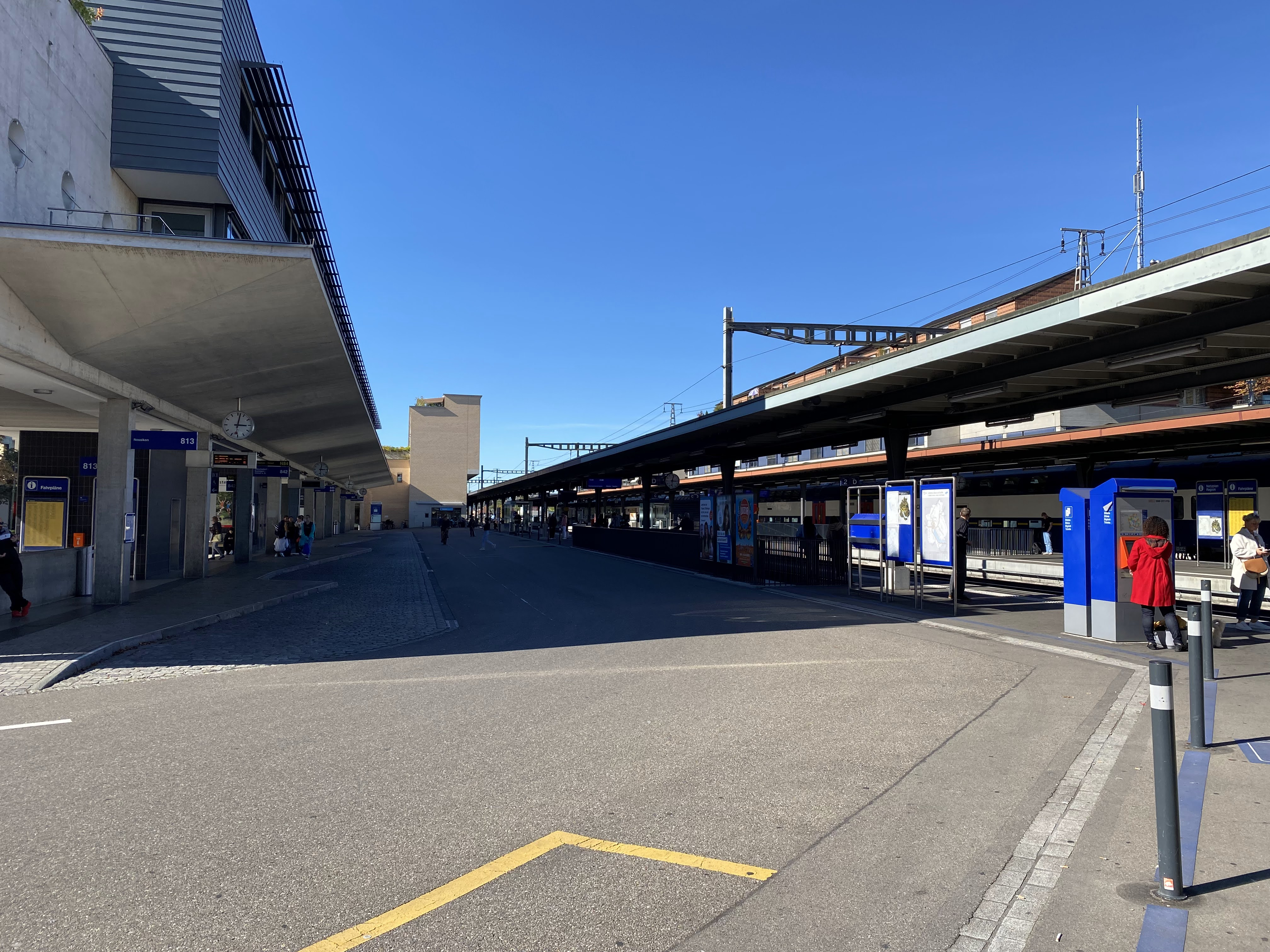
Autobusová a železniční stanice v Usteru

Uster je velmi dobře dostupný veřejnou dopravou. Přes Uster jezdí čtyři linky curyšského S-Bahnu, doplňkové spoje veřejné dopravy zajišťují autobusy.
Navzdory své velikosti má Uster pouze jednu světelnou křižovatku. Všechny až na jeden byly v posledních letech nahrazeny kruhovými objezdy, z nichž některé byly nápaditě řešeny, takže Uster je v rámci Švýcarska znám jako „město s kruhovými objezdy“.
Do Usteru vede dálnice přes Curyšskou vysočinu (A15), jež na severu umožňuje příjezd do města třemi sjezdy.

## Partnerská města
- Prenzlau, Německo (od roku 2000)[7]

## Osobnosti
- Hugo Koblet (1921–1964), cyklista
- Rolf Blättler (1942–2024), fotbalista
- Sascha Rhyner (* 1973), florbalový trenér